# Plectris setiventris
Plectris setiventris är en skalbaggsart som beskrevs av Moser 1918. Plectris setiventris ingår i släktet Plectris och familjen Melolonthidae. Inga underarter finns listade i Catalogue of Life.